# ابراهیم کریت
ابراهیم کریت (انگلیسی: Brahim Kerrit; ۲ اکتبر ۱۹۴۰ – ۲۲ آوریل ۲۰۱۲) بازیکن فوتبال اهل تونس بود.
از باشگاه‌هایی که در آن بازی کرده‌است می‌توان به باشگاه فوتبال المعب تونس، باشگاه فوتبال کان، باشگاه فوتبال حمام الانف و نیس اشاره کرد.
وی همچنین در تیم ملی فوتبال تیم ملی فوتبال تونس بازی کرده است.